# Лоренсо Санс
Лоренсо Санс Мансебо (ісп. Lorenzo Sanz Mancebo, 9 серпня 1943, Мадрид — 21 березня 2020, Мадрид) — іспанський бізнесмен, президент футбольного клубу «Реал Мадрид» у 1995—2000 роках.

## Біографія

### Ранні роки
Народився в скромній родині в Мадриді, в якіх він був старшим з десяти дітей. У молодості був воротарем кількох мадридських аматорських футбольних команд, зокрема «Пуерта Боніта», втім футбольна кар'єра не склалася, а тому Лоренсо вирішив податися в бізнес. Свою ділову кар'єру він розпочав з фабрики шпалер.

### «Реал Мадрид»
Потрапити в структуру «вершкових» Сансу вдалося в 1985 році. Тоді на пост президента клубу заступив Рамон Мендоса, а Лоренсо опинився в числі членів ради мадридського клубу, а потім став віце-президентом. Вже через десять років, 26 листопада 1995 року, посада перейшла до Санса. Примітно, що вибори в лютому 1995 року виграв всі той же Мендоса, але незабаром він пішов у відставку.
У своєму першому повному сезоні керування клубом, 1996/97, «Реал» завоював чемпіонський титул під керівництвом престижного італійського тренера Фабіо Капелло, а також зробив шість зіркових трансферів: «Реал» придбав Предрага Міятовича, Давора Шукера, Кларенса Зеєдорфа, Роберто Карлоса, Крістіана Пануччі та Бодо Іллгнера, які разом із Фернандо Єрро, Фернандо Редондо та Раулем створили потужну команду, яка двічі за три роки виграла Лігу чемпіонів, спочатку у 1998 році, через 32 роки після попереднього тріумфу 1966 року, а потім і у 2000 році. Крім того, мадридці виграли Суперкубок Іспанії в 1997 році і Міжконтинентальний кубок в 1998.
Менш ніж через два місяці після свого другого кубка Європи, 16 липня 2000 року, відбулись дострокові вибори президента «Реала», на яких перемогу здобув Флорентіно Перес, обійшовши свого суперника, Санса, лише на 3 167 голосів (16 469 проти 13 302). У липні 2004 року Санс знову брав участь у виборах в президенти «Реалу», але цього разу отримав лише 5,08 % голосів проти 91 % у Флорентіно Переса.

### Подальші роки
У липні 2006 року Санц придбав футбольний клуб «Малага». Будучи власником, він доручив своєму синові Фернандо президентство в клубі. Він продав клуб у 2010 році катарському інвестору за суму в 50 мільйонів євро.
У травні 2008 року повідомили, що Лоренсо хоче купити італійський клуб «Барі», і що власники дали йому 10 днів, щоб закрити операцію, яка, з чуток, мала б обійтись близько 15 мільйонів євро. Втім покупка так і не відбулась.

### Смерть
17 березня 2020 року Санс був доставлений до відділення інтенсивної терапії університетської лікарні Фундасьйон Хіменес Діас після підтвердження в нього COVID-19, епіцентром пандемії якої на той момент була Іспанія. Лоренсо Санс вісім днів пробув в домашній ізоляції, відмовляючись їхати в лікарню, але все-таки потрапив до медичного закладу у важкому стані з двосторонньою пневмонією. Врятувати такого пацієнта лікарі вже не змогли. Його стан різко погіршився через напади лихоманки, які додалися до ниркової недостатності і гіпертонії, через що Лоренсо Санс і помер у віці 76 років, 21 березня 2020 року о 21:50.

## Особисте життя
Був одружений з Марією Лус Дуран Муньйос, був батьком п'яти дітей. Старший син Лоренсо був баскетболістом і два сезони грав у першій команді «Реала», а згодом два сезони був технічним директором команди. Наступні два сини — Пако (який зіграв вісім матчів у Прімері за «Ов'єдо» та «Мальорку») та Фернандо (який виступав за першу команду «Реалу» протягом чотирьох сезонів і сім за «Малагу»), були футболістами, а пізніше президентами футбольних клубів «Гранада» та «Малага» відповідно. Також Лоренсо мав двох дочок, Марію (нар. 1975), яка одружилась з колишнім футболістом «Реалу» Мічелем Сальгадо, та Діану (нар. 1977).
Лоренсо Санс був постійним відвідувачем судів, особливо у процесах, пов'язаних з його нерухомістю. Його звинувачували в махінаціях з нерухомістю, землею, банківськими рахунками, а пізніше і контрабандою культурних цінностей. У 2018 році йому загрожував трирічний термін і штраф в розмірі 1,2 мільйона євро за приховування від казначейства майже шести мільйонів євро.

## Досягнення як президента «Реала»

### Футбол
- Чемпіон Іспанії (1) : 1996/97.
- Володар Суперкубка Іспанії (1) : 1997
- Переможець Ліги чемпіонів (2) : 1997/98, 1999/00
- Володар Міжконтинентального кубка (1) : 1998

### Баскетбол
- Чемпіон Іспанії (1) : 1999/00
- Володар Європейського кубка (1) : 1996/97